# Ромулани
Ромуланите са научнофантастични същества в Стар Трек, подобни на вулканците и общи предци с тях. Те се характеризират като страстни, изкусни и опортюнистични. Ромуланите са доминиращата раса в Ромуланската звездна империя, една от най-големите империи в Алфа квадранта на галактиката Млечен път.
Техният първи дебют, като научнофантастични герои, е през 1966 г. в епизода „Balance of Terror“. Идеята за ромуланите е на сценариста Пол Шнейдър.